# Centracanthidae
Los Centracanthidae (centracántidos) son una familia de peces marinos incluida en el orden Perciformes. Se distribuyen por el mar Mediterráneo y el océano Atlántico.
Tienen como característico que la aleta anal tiene tres espinas puntiagudas, así como una mancha negra de forma cuadrada en los flancos. Además, poseen una sola aleta dorsal y una cola ahorquillada.

## Géneros
Existe 1 especie en un género:
- Género Centracanthus
  - Centracanthus cirrus (Rafinesque, 1810) - Caramel imperial.